# O Caminho das Estrelas
O Caminho das Estrelas é uma telenovela brasileira produzida pela extinta TV Excelsior e exibida de 2 de agosto a 28 de dezembro de 1965 no horário das 20 horas, totalizando 128 capítulos. Foi escrita por Dulce Santucci e dirigida por Ciro Bassini.

## Trama
Conta a história de um cantor boêmio, cercado de bicões, que numa festa beneficente conhece uma das organizadoras com quem se casa e passa a enfrentar toda a sorte de decepções.

## Elenco
| Ator/Atriz             | Personagem    |
| ---------------------- | ------------- |
| Agnaldo Rayol          | Carlos Dória  |
| Arlete Montenegro      | Sílvia        |
| Procópio Ferreira      | Gabriel       |
| Geny Prado             | Ivone         |
| Wálter Forster         | Eduardo       |
| Fernando Baleroni      | Martino       |
| Maria Estela           | Célia         |
| Paulo Figueiredo       | César         |
| Maria Aparecida Alves  | Augusta       |
| Nilo D'Almeida         | Tito          |
| Silvana Lopes          | Carmem        |
| Wanda Marchetti        | Irmã Angélica |
| Glauce Graieb          | Alice         |
| Maria Aparecida Báxter | Augusta       |
| Vicente Cordo          | Padre         |
| Wilson Miranda         |               |